# CD-Klasse
Die CD-Klasse war eine Klasse von Kleinst-U-Booten der italienischen Marine. Der von Secondo Campini im Zweiten Weltkrieg für die Caproni-Werke entworfene Prototyp verfügte über einen Wasserstrahlantrieb für die Unterwasserfahrt. Vermutlich wurden zwei Boote gebaut und im Gardasee getestet.

## Entwicklungsgeschichte
Im Februar 1942 beauftragte die italienische Marine Secondo Campini, ein einsitziges Kleinst-U-Boot mit Turbinenantrieb zu entwerfen. Campini hatte bereits 1931, damals noch unter dem von ihm selbst gegründeten Unternehmen VENAR (abgekürzt für Velivoli e natanti a reazione – dt. Flugzeuge und Schiffe mit Strahlantrieb), ein Boot mit Turbinenantrieb entworfen und erfolgreich getestet.
Beim Entwurf des Kleinst-U-Bootes griff er auf den Erfindergeist und die praktischen Erfahrungen von Mario de Bernardi zurück, die dieser unter anderem als Testpilot des ebenfalls von Campini entwickelten Thermojets Campini-Caproni C.C.2 gemacht hatte, weshalb das U-Boot auch als Modell Campini – De Bernardi bezeichnet wird. Mit der Ausführung des Projektes wurde das von Gianni Caproni geleitete gleichnamige Unternehmen betraut, mit dem sich die VENAR 1934 verschmolzen hatte.
Als im Laufe des ersten Halbjahres 1943 infolge der immer häufigeren Luftangriffe auf Mailand die Produktion der bei Caproni im Mailänder Stadtviertel Taliedo gefertigten Kleinst-U-Boot-Klasse CB nach Rovereto ausgelagert wurde, war davon auch die von Campini geleitete Entwicklungsabteilung am Typ CD betroffen.
Zunehmender Rohstoff- und Materialmangel sowie parallel laufende Projekte hatten zur Folge, dass bis zum Waffenstillstand von Cassibile im September 1943 kein Prototyp der CD-Klasse fertiggestellt worden war.
In der Folgezeit interessierte sich neben der Kaiserlich Japanischen Marine auch die deutsche Kriegsmarine für das Projekt. Letztere orderte schließlich am 22. März 1944 über 50 Boote bei Caproni.
Im Anschluss an die Auftragsvergabe richtete man in Riva eine Werkstatt ein, in der die Endmontage mindestens eines, je nach Quelle auch zweier Prototypen mit anschließenden Tests im Gardasee stattfand.

## Beschreibung und Verbleib
Die CD-Klasse war nach strömungsmechanischen Gesichtspunkten, in Anlehnung an die von Campini in der Luftfahrt gemachten aerodynamischen Erfahrungen, insbesondere was die Unterwasserfahrt betrifft, konzipiert worden. Sie ähnelte im Aussehen mehr einem bemannten Torpedo als einem Kleinst-U-Boot, um den Strömungswiderstand so gering wie möglich zu halten. Im hinteren Drittel des Rumpfes lag der vollständig einziehbare Turm, der bei Überwasserfahrt weniger als einen Meter ausgefahren wurde. Das Boot verfügte über einen Druckkörper, in dem die einsitzige Operationszentrale untergebracht war, und über ein Periskop mit Zielvorrichtung für die zwei 45-cm-Torpedos. Letztere waren unter dem Bootsrumpf befestigt und stellten die einzige Bewaffnung dar.
Innovativ war der gewählte Antriebsmechanismus für die Tauchfahrt. Er bestand aus einer mit einem Sauerstoff-Gasgemisch betriebenen Turbine, die den für den Antrieb nötigen Rückstoß erzeugte. Der Sauerstoff wurde in mehreren im Rumpf eingebauten Druckflaschen mitgeführt und die Sauerstoffzufuhr der Turbine über ein Ventil gesteuert. Der Antrieb bot neben der Geschwindigkeit noch den Vorteil, dass das U-Boot dank fehlender Schraubengeräusche nur schwer mittels akustischer Ortung auszumachen war. Durch den Einsatz von Sauerstoff statt Druckluft stiegen auch keine Luftblasen an die Oberfläche, die die Position des Bootes hätten verraten können.
Neben der mit Torpedos bewaffneten Variante sollten noch zwei weitere Modelle gebaut werden, eines auf den Transport von Haftminen und eines zum Zerschneiden von U-Boot-Netzen ausgerichtet. Für letztere Variante waren spezielle Greifarme am Bug vorgesehen.
Die CD-Klasse gelangte nicht in Serienproduktion. Über den Verbleib der im Gardasee getesteten Prototypen gibt es keine übereinstimmenden Informationen. Je nach Quelle sollen ein oder sogar beide Boote kurz vor Kriegsende von den Deutschen im See versenkt worden sein. Nach anderen Quellen konnten amerikanische Truppen bei der Befreiung Rivas Ende April 1945 einen Prototyp sicherstellen, der anschließend in die Vereinigten Staaten gebracht wurde.